# Dionne Warwick/Diskografie
Diese Diskografie ist eine Übersicht über die musikalischen Werke der US-amerikanischen Sängerin Dionne Warwick. Den Schallplattenauszeichnungen zufolge hat sie bisher mehr als 10,8 Millionen Tonträger verkauft, davon alleine in ihrer Heimat über 8,5 Millionen. Ihre erfolgreichste Veröffentlichung ist das Album The Woman in Red – Original Motion Picture Soundtrack mit über 1,3 Millionen verkauften Einheiten.

## Alben

### Studioalben
| Jahr | Titel                                               | Höchstplatzierung, Gesamtwochen, AuszeichnungChartplatzierungen (Jahr, Titel, Platzierungen, Wochen, Auszeichnungen, Anmerkungen) | Höchstplatzierung, Gesamtwochen, AuszeichnungChartplatzierungen (Jahr, Titel, Platzierungen, Wochen, Auszeichnungen, Anmerkungen) | Höchstplatzierung, Gesamtwochen, AuszeichnungChartplatzierungen (Jahr, Titel, Platzierungen, Wochen, Auszeichnungen, Anmerkungen) | Höchstplatzierung, Gesamtwochen, AuszeichnungChartplatzierungen (Jahr, Titel, Platzierungen, Wochen, Auszeichnungen, Anmerkungen) | Höchstplatzierung, Gesamtwochen, AuszeichnungChartplatzierungen (Jahr, Titel, Platzierungen, Wochen, Auszeichnungen, Anmerkungen) | Anmerkungen                                                    |
| Jahr | Titel                                               | DE | AT | CH | UK | US | Anmerkungen                                                    |
| ---- | --------------------------------------------------- | --- | --- | --- | --- | --- | -------------------------------------------------------------- |
| 1963 | Presenting Dionne Warwick                           | — | — | — | UK14 (10 Wo.)UK | — | Erstveröffentlichung: 10. Februar 1963                         |
| 1964 | Make Way for Dionne Warwick                         | — | — | — | — | US68 (20 Wo.)US | Erstveröffentlichung: 31. August 1964                          |
| 1965 | The Sensitive Sound of Dionne Warwick               | — | — | — | — | US107 (9 Wo.)US | Erstveröffentlichung: 15. Februar 1965                         |
| 1965 | Here I Am                                           | — | — | — | — | US45 (29 Wo.)US | Erstveröffentlichung: 21. Dezember 1965                        |
| 1966 | Here Where There Is Love                            | — | — | — | UK39 (2 Wo.)UK | US18 Gold · (66 Wo.)US | Erstveröffentlichung: 4. Dezember 1966                         |
| 1967 | On Stage and in the Movies                          | — | — | — | — | US169 (9 Wo.)US | Erstveröffentlichung: 14. Mai 1967                             |
| 1967 | The Windows of the World                            | — | — | — | — | US22 (31 Wo.)US | Erstveröffentlichung: 31. August 1987                          |
| 1968 | Valley of the Dolls                                 | — | — | — | UK10 (13 Wo.)UK | US6 Gold · (48 Wo.)US | Erstveröffentlichung: 23. März 1968                            |
| 1968 | Promises, Promises                                  | — | — | — | — | US18 (39 Wo.)US | Erstveröffentlichung: November 1968                            |
| 1969 | Soulful                                             | — | — | — | — | US11 (28 Wo.)US | Erstveröffentlichung: April 1969                               |
| 1970 | I’ll Never Fall in Love Again                       | — | — | — | — | US23 (39 Wo.)US | Erstveröffentlichung: 27. April 1970 Grammy (Pop Vocal Female) |
| 1970 | Very Dionne                                         | — | — | — | — | US37 (24 Wo.)US | Erstveröffentlichung: Dezember 1970                            |
| 1972 | Dionne                                              | — | — | — | — | US54 (14 Wo.)US | Erstveröffentlichung: 1972 als Dionne Warwicke                 |
| 1973 | Just Being Myself                                   | — | — | — | — | US178 (8 Wo.)US | Erstveröffentlichung: 1973 als Dionne Warwicke                 |
| 1975 | Then Came You                                       | — | — | — | — | US167 (6 Wo.)US | Erstveröffentlichung: 1975 als Dionne Warwicke                 |
| 1975 | Track of the Cat                                    | — | — | — | — | US137 (15 Wo.)US | Erstveröffentlichung: 1975                                     |
| 1979 | Dionne                                              | — | — | — | — | US12 Platin · (54 Wo.)US | Erstveröffentlichung: Mai 1979                                 |
| 1980 | No Night So Long                                    | — | — | — | — | US23 (25 Wo.)US | Erstveröffentlichung: 18. Juli 1980                            |
| 1982 | Friends in Love                                     | — | — | — | — | US83 (12 Wo.)US | Erstveröffentlichung: 14. April 1982                           |
| 1982 | Heartbreaker                                        | DE18 (22 Wo.)DE | AT10 (4 Wo.)AT | — | UK3 Platin · (33 Wo.)UK | US25 Gold · (28 Wo.)US | Erstveröffentlichung: 28. September 1982                       |
| 1983 | How Many Times Can We Say Goodbye / So Amazing (UK) | — | — | — | UK60 (2 Wo.)UK | US57 (17 Wo.)US | Erstveröffentlichung: 29. September 1983                       |
| 1985 | Finder of Lost Loves / Without Your Love (UK)       | — | — | — | UK86 (2 Wo.)UK | US106 (11 Wo.)US | Erstveröffentlichung: 24. Januar 1985                          |
| 1985 | Friends                                             | — | — | — | — | US12 Gold · (26 Wo.)US | Erstveröffentlichung: 25. November 1985                        |
| 1987 | Reservations for Two                                | — | — | — | — | US56 (27 Wo.)US | Erstveröffentlichung: 30. Juli 1987                            |
| 1990 | Dionne Warwick Sings Cole Porter                    | — | — | — | — | US155 (9 Wo.)US | Erstveröffentlichung: 11. Juni 1990                            |
| 1994 | Christmas in Vienna II                              | DE41 (6 Wo.)DE | AT7 (2 Wo.)AT | — | UK60 (2 Wo.)UK | — | Erstveröffentlichung: November 1994 mit Plácido Domingo        |
| 2012 | Now                                                 | — | — | — | UK57 (2 Wo.)UK | — | Erstveröffentlichung: 6. November 2012                         |

grau schraffiert: keine Chartdaten aus diesem Jahr verfügbar
Weitere Studioalben
- 1964: Anyone Who Had a Heart
- 1968: The Magic of Believing
- 1970: A House Is Not a Home / Walk On By
- 1971: The Love Machine (als Dionne Warwicke)
- 1972: From Within – Volume 2 (als Dionne Warwicke)
- 1975: Collection (UK: Silber)
- 1977: Love at First Sight
- 1993: Friends Can Be Lovers
- 1994: Aquarela do Brasil
- 1998: Dionne Sings Dionne
- 2004: An Evening With
- 2006: My Friends & Me
- 2008: Why We Sing
- 2011: Only Trust Your Heart
- 2014: Feels so Good

### Livealben
| Jahr | Titel                                        | Höchstplatzierung, Gesamtwochen, AuszeichnungChartplatzierungen (Jahr, Titel, Platzierungen, Wochen, Auszeichnungen, Anmerkungen) | Höchstplatzierung, Gesamtwochen, AuszeichnungChartplatzierungen (Jahr, Titel, Platzierungen, Wochen, Auszeichnungen, Anmerkungen) | Höchstplatzierung, Gesamtwochen, AuszeichnungChartplatzierungen (Jahr, Titel, Platzierungen, Wochen, Auszeichnungen, Anmerkungen) | Höchstplatzierung, Gesamtwochen, AuszeichnungChartplatzierungen (Jahr, Titel, Platzierungen, Wochen, Auszeichnungen, Anmerkungen) | Höchstplatzierung, Gesamtwochen, AuszeichnungChartplatzierungen (Jahr, Titel, Platzierungen, Wochen, Auszeichnungen, Anmerkungen) | Anmerkungen                                                               |
| Jahr | Titel                                        | DE | AT | CH | UK | US | Anmerkungen                                                               |
| ---- | -------------------------------------------- | --- | --- | --- | --- | --- | ------------------------------------------------------------------------- |
| 1966 | Dionne Warwick in Paris                      | — | — | — | — | US76 (11 Wo.)US | Erstveröffentlichung: 1966 live aufgenommen am 18. Januar 1966 im Olympia |
| 1971 | A Decade of Gold – The Dionne Warwicke Story | — | — | — | — | US48 Gold · (17 Wo.)US | Erstveröffentlichung: 1971                                                |
| 1977 | A Man and a Woman                            | — | — | — | — | US49 (13 Wo.)US | Erstveröffentlichung: 1977 mit Isaac Hayes                                |
| 1981 | Hot! Live and Otherwise                      | — | — | — | — | US72 (14 Wo.)US | Erstveröffentlichung: 20. Mai 1981                                        |

grau schraffiert: keine Chartdaten aus diesem Jahr verfügbar

### Kompilationen
| Jahr | Titel                                         | Höchstplatzierung, Gesamtwochen, AuszeichnungChartplatzierungen (Jahr, Titel, Platzierungen, Wochen, Auszeichnungen, Anmerkungen) | Höchstplatzierung, Gesamtwochen, AuszeichnungChartplatzierungen (Jahr, Titel, Platzierungen, Wochen, Auszeichnungen, Anmerkungen) | Höchstplatzierung, Gesamtwochen, AuszeichnungChartplatzierungen (Jahr, Titel, Platzierungen, Wochen, Auszeichnungen, Anmerkungen) | Höchstplatzierung, Gesamtwochen, AuszeichnungChartplatzierungen (Jahr, Titel, Platzierungen, Wochen, Auszeichnungen, Anmerkungen) | Höchstplatzierung, Gesamtwochen, AuszeichnungChartplatzierungen (Jahr, Titel, Platzierungen, Wochen, Auszeichnungen, Anmerkungen) | Anmerkungen                                    |
| Jahr | Titel                                         | DE | AT | CH | UK | US | Anmerkungen                                    |
| ---- | --------------------------------------------- | --- | --- | --- | --- | --- | ---------------------------------------------- |
| 1966 | Best of Dionne Warwick                        | — | — | — | UK21 (2 Wo.)UK | — | Erstveröffentlichung: 1966                     |
| 1967 | Dionne Warwick’s Golden Hits, Part One        | — | — | — | — | US10 (69 Wo.)US | Erstveröffentlichung: 1967                     |
| 1969 | Dionne Warwick’s Golden Hits, Part 2          | — | — | — | — | US28 Gold · (28 Wo.)US | Erstveröffentlichung: 1969                     |
| 1969 | Dionne Warwick’s Greatest Motion Picture Hits | — | — | — | — | US31 Gold · (24 Wo.)US | Erstveröffentlichung: 1969                     |
| 1970 | Greatest Hits Vol. 1                          | — | — | — | UK23 (26 Wo.)UK | — | Erstveröffentlichung: 1970                     |
| 1970 | Greatest Hits Vol. 2                          | — | — | — | UK28 (14 Wo.)UK | — | Erstveröffentlichung: 1970                     |
| 1972 | From Within                                   | — | — | — | — | US169 (5 Wo.)US | Erstveröffentlichung: 1972 als Dionne Warwicke |
| 1977 | Only Love Can Break a Heart                   | — | — | — | — | US188 (7 Wo.)US | Erstveröffentlichung: 1977                     |
| 1983 | The Collection                                | — | — | — | UK11 Gold · (17 Wo.)UK | — | Erstveröffentlichung: 1983                     |
| 1989 | Greatest Hits 1979–1990                       | — | — | — | — | US177 (7 Wo.)US | Erstveröffentlichung: 1989                     |
| 1990 | Love Songs                                    | — | — | — | UK6 Silber · (13 Wo.)UK | — | Erstveröffentlichung: 1990                     |
| 1996 | The Essential Collection                      | — | — | — | UK58 Silber · (4 Wo.)UK | — | Erstveröffentlichung: 1996                     |
| 2002 | Heartbreaker – The Very Best Of               | — | — | — | UK32 Silber · (6 Wo.)UK | — | Erstveröffentlichung: 2002                     |
| 2006 | Walk On By – The Very Best Of                 | — | — | — | UK72 (1 Wo.)UK | — | Erstveröffentlichung: 2006                     |
| 2008 | The Love Collection                           | — | — | — | UK26 (4 Wo.)UK | — | Erstveröffentlichung: 2008                     |

grau schraffiert: keine Chartdaten aus diesem Jahr verfügbar
Weitere Kompilationen
| - 1966: Dionne Warwick Are You There Vol. 4 - 1967: Dionne! - 1969: Freewheelin’ - 1969: On the Move (mit Glen Campbell und Burt Bacharach) - 1969: Greatest Motion Picture Hits - 1970: Burt Bacharach Song Book - 1970: Go with Love (Dionne Warwick Sings the Songs of Burt Bacharach and Hal David) - 1970: Golden Hits - 1970: Golden Hits Volume 2 - 1971: Dionne Warwick Sings Her Very Best - 1972: You’ve Lost That Lovin’ Feeling - 1972: The Best of Dionne Warwicke - 1972: Sings One Hit After Another - 1972: The Dionne Warwicke Collection (2 LPs) - 1972: Portrait eines Stars (2 LPs) - 1972: The Greatest Hits of Dionne Warwicke Vol. 1 - 1973: The Greatest Hits Of Dionne Warwicke Vol. 2 (UK: Silber) - 1973: Portrait eines Stars Vol. 2 (2 LPs) - 1973: Sings Your Favorite Bacharach David - 1973: Forever Gold (2 LPs) - 1973: Golden Hour Presents the Dionne Warwicke Story Part 1 – In Concert - 1973: Golden Hour Presents the Dionne Warwicke Story Part 2 – In Concert - 1973: Alfie - 1974: The Very Best of Dionne Warwicke - 1974: Dionne Warwick Sings Burt Bacharach - 1975: My Greatest Hits - 1975: The Greatest Hits of Dionne Warwick Vol. 4 - 1976: 16 Greatest Hits - 1976: The Best of Dionne Warwick - 1976: Dionne Warwicke! (2 LPs) - 1976: Dionne (2 LPs) - 1977: That’s Entertainment 2 - 1977: More Greatest Hits - 1978: The Beautiful Dionne Warwick (2 LPs) - 1979: 16 Greatest Hits - 1979: The Pick of Dionne Warwicke - 1979: The Devastating Dionne Warwick - 1979: I Got Love - 1980: 20 Greatest Hits - 1980: The Songs of Burt Bacharach (mit Gene Pitney, B. J. Thomas, The Shirelles) - 1980: Don’t Make Me Over - 1981: Everest Golden Greats - 1981: Golden Collection - 1982: This Girl’s in Love - 1982: With Love - 1982: 10 Greatest Hits - 1982: 20 Golden Pieces Of - 1982: Dionne Warwick | - 1982: 40 Tracks – All Her Greatest Hits and More (2 LPs) - 1982: Walk On By - 1983: Don’t Make Me Over – Greatest Hits of the 60’s - 1983: 20 Golden Hits - 1983: The Best of Dionne Warwick 1972–1977 - 1984: Greatest Hits from the Dynamic Dionne Warwick (2 LPs) - 1984: Anthology 1962–1971 - 1984: Gala Collection - 1985: 16 Original Hits - 1986: The Classics - 1986: Unforgettable – 16 Golden Classics - 1987: Dionne Warwick - 1987: The Original Soul of Dionne Warwick (2 LPs) - 1987: Walk On By and Other Favourites - 1988: Sings Burt Bacharach - 1988: 25th Anniversary Collection: Dionne Warwick Sings the Great Bacharach & David Songs - 1989: Raindrops Keep Falling on My Head - 1989: Her Greatest Hits - 1989: Just Being Myself - 1989: Legends in Music: Dionne Warwick - 1989: The Dionne Warwick Collection – Her All-Time Greatest Hits - 1992: Hidden Gems - 1994: Dionne Warwick Sings the Bacharach & David Songbook (UK: Gold) - 1994: Brown Sugar (20 Smash Hits) - 1996: Walk On By – 20 Greatest Hits - 1997: Sings Burt Bacharach - 1998: Sings the Standards - 1998: The Essential Collection - 1998: Classic Song Book - 1999: The Definitive Collection - 2000: The Very Best of Dionne Warwick - 2000: Dionne Warwick - 2002: Greatest Hits - 2002: Love Songs - 2003: Dionne Warwick - 2003: Soulful - 2005: The Best of Dionne Warwick Live - 2005: Dionne Warwick & Friends - 2005: The Best of Dionne Warwick – The Return - 2008: The Best of Dionne Warwick Live - 2009: I Say a Little Prayer and Other Hits - 2010: Original Album Series (Box mit 5 CDs) - 2011: S. O. U. L. - 2011: The Essential Dionne Warwick - 2013: The Dionne Warwicke Story: A Decade of Gold (2 CDs) - 2013: The Complete Warner Bros. Singles - 2013: We Need to Go Back: The Unissued Warner Bros. Masters - 2014: The Album (2 CDs) |

### EPs
| - 1963: Anyone Who Had a Heart / Unlucky / Please Make Him Love Me / The Love of a Boy - 1963: This Empty Place / I Cry Alone / It’s Love That Really Counts / Make It Easy on Yourself - 1963: This Empty Place / Don’t Make Me Over / Wishin’ and Hopin’ / Zip-a-Dee-Doo-Dah - 1964: Walk On By / Wishin’ and Hopin’ / This Empty Place / Don’t Make Me Over - 1964: You Can Have Him - 1964: Any Old Time of the Day / Getting Ready for the Heartbreak / Mr Heartbreak / Oh Lord, What Are You Doing to Me - 1964: It’s Love That Really Counts - 1964: People (Celui qui sait aimer) - 1964: A House Is Not a Home - 1964: Wishin’ and Hopin’ - 1965: Oh Yeah Yeah Yeah / Wha’d I Say / Don’t Go Breaking My Heart / In Beetwen the Heartaches (mit Sacha Distel) - 1965: Forever My Love - 1965: La sensitiva voz de Dionne Warwick | - 1965: Dionne - 1965: Are You There - 1966: Pourquoi pas nous (mit Line et Willy) - 1966: Window Wishing - 1967: San Remo 67 - 1967: I Say a Little Prayer - 1967: The Windows of the World - 1968: Do You Know the Way to San Jose - 1968: Promises, Promises - 1968: ¿Conoces el camino hacia San José? - 1969: Dionne Warwick - 1970: Dejame ir con el - 1970: I’ll Never Fall in Love Again |

### Soundtracks
| Jahr | Titel            | Höchstplatzierung, Gesamtwochen, AuszeichnungChartplatzierungen (Jahr, Titel, Platzierungen, Wochen, Auszeichnungen, Anmerkungen) | Höchstplatzierung, Gesamtwochen, AuszeichnungChartplatzierungen (Jahr, Titel, Platzierungen, Wochen, Auszeichnungen, Anmerkungen) | Höchstplatzierung, Gesamtwochen, AuszeichnungChartplatzierungen (Jahr, Titel, Platzierungen, Wochen, Auszeichnungen, Anmerkungen) | Höchstplatzierung, Gesamtwochen, AuszeichnungChartplatzierungen (Jahr, Titel, Platzierungen, Wochen, Auszeichnungen, Anmerkungen) | Höchstplatzierung, Gesamtwochen, AuszeichnungChartplatzierungen (Jahr, Titel, Platzierungen, Wochen, Auszeichnungen, Anmerkungen) | Anmerkungen                                                                    |
| Jahr | Titel            | DE | AT | CH | UK | US | Anmerkungen                                                                    |
| ---- | ---------------- | --- | --- | --- | --- | --- | ------------------------------------------------------------------------------ |
| 1984 | The Woman in Red | DE3 (29 Wo.)DE | AT2 (22 Wo.)AT | CH2 (22 Wo.)CH | UK2 Platin · (19 Wo.)UK | US4 Platin · (40 Wo.)US | Erstveröffentlichung: 28. August 1984 Verkäufe: + 2.003.626; mit Stevie Wonder |

## Singles
| Jahr | Titel Album                                                                    | Höchstplatzierung, Gesamtwochen, AuszeichnungChartplatzierungen (Jahr, Titel, Album, Platzierungen, Wochen, Auszeichnungen, Anmerkungen) | Höchstplatzierung, Gesamtwochen, AuszeichnungChartplatzierungen (Jahr, Titel, Album, Platzierungen, Wochen, Auszeichnungen, Anmerkungen) | Höchstplatzierung, Gesamtwochen, AuszeichnungChartplatzierungen (Jahr, Titel, Album, Platzierungen, Wochen, Auszeichnungen, Anmerkungen) | Höchstplatzierung, Gesamtwochen, AuszeichnungChartplatzierungen (Jahr, Titel, Album, Platzierungen, Wochen, Auszeichnungen, Anmerkungen) | Höchstplatzierung, Gesamtwochen, AuszeichnungChartplatzierungen (Jahr, Titel, Album, Platzierungen, Wochen, Auszeichnungen, Anmerkungen) | Anmerkungen |
| Jahr | Titel Album                                                                    | DE | AT | CH | UK | US | Anmerkungen |
| ---- | ------------------------------------------------------------------------------ | --- | --- | --- | --- | --- | --- |
| 1962 | Don’t Make Me Over Presenting Dionne Warwick                                   | — | — | — | — | US21 (11 Wo.)US | Erstveröffentlichung: Oktober 1962                                                                             |
| 1963 | This Empty Place Presenting Dionne Warwick                                     | — | — | — | — | US84 (5 Wo.)US | Erstveröffentlichung: 1963                                                                                     |
| 1963 | Make the Music Play Presenting Dionne Warwick                                  | — | — | — | — | US81 (4 Wo.)US | Erstveröffentlichung: 1963                                                                                     |
| 1963 | Anyone Who Had a Heart                                                         | — | — | — | UK42 (3 Wo.)UK | US8 (14 Wo.)US | Erstveröffentlichung: November 1963                                                                            |
| 1964 | Walk On By Make Way for Dionne Warwick                                         | — | — | — | UK9 Silber · (14 Wo.)UK | US6 (13 Wo.)US | Erstveröffentlichung: 26. April 1964                                                                           |
| 1964 | You’ll Never Get to Heaven (If You Break My Heart) Make Way for Dionne Warwick | — | — | — | UK20 (8 Wo.)UK | US34 (9 Wo.)US | Erstveröffentlichung: August 1964                                                                              |
| 1964 | A House Is Not a Home Make Way for Dionne Warwick                              | — | — | — | — | US71 (6 Wo.)US | Erstveröffentlichung: 1964                                                                                     |
| 1964 | Reach Out for Me Make Way for Dionne Warwick                                   | — | — | — | UK23 (7 Wo.)UK | US20 (8 Wo.)US | Erstveröffentlichung: Oktober 1964                                                                             |
| 1965 | Who Can I Turn To The Sensitive Sound of Dionne Warwick                        | — | — | — | — | US62 (6 Wo.)US | Erstveröffentlichung: Februar 1965                                                                             |
| 1965 | You Can Have Him The Sensitive Sound of Dionne Warwick                         | — | — | — | UK37 (5 Wo.)UK | US75 (6 Wo.)US | Erstveröffentlichung: März 1965                                                                                |
| 1965 | Here I Am Here I Am / Was gibt’s Neues, Pussy? (Soundtrack)                    | — | — | — | — | US65 (8 Wo.)US | Erstveröffentlichung: August 1965                                                                              |
| 1965 | Looking with My Eyes Here I Am                                                 | — | — | — | — | US64 (8 Wo.)US | Erstveröffentlichung: September 1965                                                                           |
| 1965 | Are You There (With Another Girl) Here I Am                                    | — | — | — | — | US39 (10 Wo.)US | Erstveröffentlichung: Dezember 1965                                                                            |
| 1966 | Message to Michael (Live) In Paris                                             | — | — | — | — | US8 (12 Wo.)US | Erstveröffentlichung: März 1966                                                                                |
| 1966 | Trains and Boats and Planes Here, Where There Is Love                          | — | — | — | — | US22 (7 Wo.)US | Erstveröffentlichung: 5. Juni 1966                                                                             |
| 1966 | I Just Don’t Know What to Do with Myself Here, Where There Is Love             | — | — | — | — | US26 (8 Wo.)US | Erstveröffentlichung: 19. September 1966                                                                       |
| 1966 | Another Night The Windows of the World                                         | — | — | — | — | US49 (6 Wo.)US | Erstveröffentlichung: 1966                                                                                     |
| 1967 | The Beginning of Loneliness The Windows of the World                           | — | — | — | — | US79 (3 Wo.)US | Erstveröffentlichung: 1967                                                                                     |
| 1967 | Alfie Here, Where There Is Love                                                | — | — | — | — | US15 (17 Wo.)US | Erstveröffentlichung: März 1967                                                                                |
| 1967 | The Windows of the World                                                       | — | — | — | — | US32 (9 Wo.)US | Erstveröffentlichung: Juli 1967                                                                                |
| 1967 | I Say a Little Prayer The Windows of the World                                 | — | — | — | — | US4 Gold · (13 Wo.)US | Erstveröffentlichung: Oktober 1967                                                                             |
| 1968 | Valley of the Dolls                                                            | — | — | — | UK28 (8 Wo.)UK | US2 (13 Wo.)US | Erstveröffentlichung: 1968                                                                                     |
| 1968 | Do You Know the Way to San Jose Valley of the Dolls                            | — | — | — | UK8 (10 Wo.)UK | US10 (12 Wo.)US | Erstveröffentlichung: April 1968                                                                               |
| 1968 | Let Me Be Lonely Valley of the Dolls                                           | — | — | — | — | US71 (5 Wo.)US | Erstveröffentlichung: 1968                                                                                     |
| 1968 | Who Is Gonna Love Me? Promises, Promises                                       | — | — | — | — | US33 (9 Wo.)US | Erstveröffentlichung: August 1968                                                                              |
| 1968 | (There’s) Always Something There to Remind Me The Windows of the World         | — | — | — | — | US65 (5 Wo.)US | Erstveröffentlichung: 1968                                                                                     |
| 1968 | Promises, Promises                                                             | — | — | — | — | US19 (9 Wo.)US | Erstveröffentlichung: Oktober 1968                                                                             |
| 1969 | This Girl’s in Love with You Promises, Promises                                | — | — | — | — | US7 (12 Wo.)US | Erstveröffentlichung: 1969                                                                                     |
| 1969 | The April Fools Greatest Motion Picture Hits                                   | — | — | — | — | US37 (7 Wo.)US | Erstveröffentlichung: 1969                                                                                     |
| 1969 | Odds and Ends –                                                                | — | — | — | — | US43 (8 Wo.)US | Erstveröffentlichung: Juli 1969                                                                                |
| 1969 | You’ve Lost That Lovin’ Feelin’ Soulful                                        | — | — | — | — | US16 (10 Wo.)US | Erstveröffentlichung: September 1969                                                                           |
| 1969 | I’ll Never Fall in Love Again                                                  | — | — | — | — | US6 (11 Wo.)US | Erstveröffentlichung: 15. Dezember 1969                                                                        |
| 1970 | Let Me Go to Him I’ll Never Fall in Love Again                                 | — | — | — | — | US32 (7 Wo.)US | Erstveröffentlichung: April 1970                                                                               |
| 1970 | Paper Maché I’ll Never Fall in Love Again                                      | — | — | — | — | US43 (7 Wo.)US | Erstveröffentlichung: Juni 1970                                                                                |
| 1970 | Make It Easy on Yourself Very Dionne                                           | — | — | — | — | US37 (8 Wo.)US | Erstveröffentlichung: September 1970                                                                           |
| 1970 | The Green Grass Starts to Grow Very Dionne                                     | — | — | — | — | US43 (9 Wo.)US | Erstveröffentlichung: November 1970                                                                            |
| 1971 | Who Gets the Guy –                                                             | — | — | — | — | US57 (5 Wo.)US | Erstveröffentlichung: 1971                                                                                     |
| 1971 | Amanda The Love Machine                                                        | — | — | — | — | US83 (5 Wo.)US | Erstveröffentlichung: 1971                                                                                     |
| 1972 | If We Only Have Love –                                                         | — | — | — | — | US84 (3 Wo.)US | Erstveröffentlichung: 1972                                                                                     |
| 1974 | Then Came You Then Came You • New and Improved                                 | — | — | — | UK29 (6 Wo.)UK | US1 Gold · (19 Wo.)US | Erstveröffentlichung: 13. Juli 1974 mit The Spinners                                                           |
| 1975 | Once You Hit the Road Track of the Cat                                         | — | — | — | — | US79 (5 Wo.)US | Erstveröffentlichung: Oktober 1975                                                                             |
| 1979 | I’ll Never Love This Way Again Dionne                                          | — | — | — | UK62 (3 Wo.)UK | US5 Gold · (24 Wo.)US | Erstveröffentlichung: 15. Juli 1979 Charteintritt im UK erst im Mai 1983                                       |
| 1979 | Deja vu Dionne                                                                 | — | — | — | — | US15 (19 Wo.)US | Erstveröffentlichung: November 1979                                                                            |
| 1980 | After You Dionne                                                               | — | — | — | — | US65 (6 Wo.)US | Erstveröffentlichung: März 1980                                                                                |
| 1980 | No Night So Long                                                               | — | — | — | — | US23 (16 Wo.)US | Erstveröffentlichung: Juli 1980                                                                                |
| 1980 | Easy Love No Night So Long                                                     | — | — | — | — | US62 (10 Wo.)US | Erstveröffentlichung: November 1980                                                                            |
| 1981 | Some Changes Are for Good (Live) Hot! Live and Otherwise                       | — | — | — | — | US65 (6 Wo.)US | Erstveröffentlichung: Juni 1981                                                                                |
| 1982 | Friends in Love                                                                | — | — | — | — | US38 (13 Wo.)US | Erstveröffentlichung: April 1982 mit Johnny Mathis                                                             |
| 1982 | Heartbreaker                                                                   | DE10 (22 Wo.)DE | AT10 (10 Wo.)AT | CH4 (10 Wo.)CH | UK2 Silber · (15 Wo.)UK | US10 (22 Wo.)US | Erstveröffentlichung: September 1982                                                                           |
| 1982 | All the Love in the World Heartbreaker                                         | DE50 (6 Wo.)DE | — | — | UK10 Silber · (10 Wo.)UK | — | Erstveröffentlichung: November 1982                                                                            |
| 1983 | Yours Heartbreaker                                                             | — | — | — | UK66 (4 Wo.)UK | — | Erstveröffentlichung: Januar 1983                                                                              |
| 1983 | Take the Short Way Home Heartbreaker                                           | — | — | — | — | US41 (13 Wo.)US | Erstveröffentlichung: Februar 1983                                                                             |
| 1983 | How Many Times Can We Say Goodbye                                              | — | — | — | UK99 (1 Wo.)UK | US27 (13 Wo.)US | Erstveröffentlichung: September 1983 mit Luther Vandross                                                       |
| 1985 | Run to Me Finder of Lost Loves                                                 | — | — | — | UK86 (2 Wo.)UK | — | Erstveröffentlichung: April 1985 mit Barry Manilow                                                             |
| 1985 | That’s What Friends Are For Friends                                            | DE36 (12 Wo.)DE | — | CH11 (8 Wo.)CH | UK16 Silber · (10 Wo.)UK | US1 (23 Wo.)US | Erstveröffentlichung: November 1985 Dionne Warwick & Friends feat. Elton John, Gladys Knight und Stevie Wonder |
| 1986 | Whisper in the Dark Friends                                                    | — | — | — | — | US72 (9 Wo.)US | Erstveröffentlichung: Februar 1986                                                                             |
| 1987 | Love Power Reservations for Two                                                | — | — | — | UK63 (5 Wo.)UK | US12 (14 Wo.)US | Erstveröffentlichung: Juni 1987 mit Jeffrey Osborne                                                            |
| 1987 | Reservations for Two                                                           | — | — | — | — | US62 (7 Wo.)US | Erstveröffentlichung: September 1987 mit Kashif                                                                |
| 1989 | Take Good Care of You and Me Greatest Hits 1979–1990                           | — | — | — | UK93 (2 Wo.)UK | — | Erstveröffentlichung: Oktober 1989 mit Jeffrey Osborne                                                         |
| 1991 | It’s All Over Déjà vu                                                          | DE60 (8 Wo.)DE | — | — | — | — | Erstveröffentlichung: 25. November 1991 mit Blue System                                                        |
| 1998 | What the World Needs Now Is Love Dionne Sings Dionne                           | — | — | — | — | US87 (2 Wo.)US | Erstveröffentlichung: 1998 mit The Hip-Hop Nation United                                                       |

grau schraffiert: keine Chartdaten aus diesem Jahr verfügbar
Weitere Singles
| - 1962: I Smiled Yesterday - 1963: Anyone Who Had a Hear - 1963: Who Is Gonna Love Me? - 1963: Get Rid of Him - 1963: Please Make Him Love Me - 1964: Is There Another Way to Love You - 1965: In Between the Heartaches - 1967: Dedicato all’amore - 1968: La voce del silenzio - 1969: People Got to Be Free - 1972: I’m Your Puppet - 1972: Raindrops Keep Falling on My Head - 1973: The Love of My Man - 1973: (I’m) Just Being Myself - 1973: I Think You Need Love - 1974: Sure Thing - 1974: A House Is Not a Home - 1975: Take It from Me - 1975: Track of the Cat - 1975: His House and Me - 1975: We’ll Burn Our Bridges Behind Us - 1975: Move Me No Mountain - 1975: Don’t Make Me Over - 1976: I Didn’t Mean to Love You | - 1976: Track of the Cat - 1977: By the Time I Get to Phoenix / Say a Little Prayer (mit Isaac Hayes) - 1977: Do You Believe in Love at First Sight - 1977: Only Love Can Break a Heart - 1977: Don’t Ever Take Your Love Away - 1977: Medley (mit Isaac Hayes) - 1980: We Never Said Goodbye - 1981: Now We’re Starting Over Again - 1982: Got You Where I Want You (mit Johnny Mathis) - 1982: I Don’t Care What the People Say (More Than Fascination) - 1983: Got a Date - 1983: Todo el amor en el mundo - 1984: Finder of Lost Loves (mit Glenn Jones) - 1984: Without Your Love - 1985: Run to Me (mit Barry Manilow) - 1987: Another Chance to Love (mit Howard Hewett) - 1988: Take Good Care of You and Me (mit Jeffrey Osborne) - 1990: I Don’t Need Another Love (mit The Spinners) - 1992: Friends Can Be Lovers - 1993: Where My Lips Have Been - 2001: I Don’t Need Another Love (Mixe von Joey Musaphia und The Thieving Hoodlums, mit The Detroit Spinners) - 2003: El camino a San José (mit Celia Cruz) - 2005: It’s Forever (mit Mariella Nava) - 2012: Is There Anybody Out There? |

## Statistik

### Chartauswertung
|                     | DE    | AT    | CH    | UK     | US     |
| ------------------- | ----- | ----- | ----- | ------ | ------ |
| Nummer-eins-Alben   | DE—DE | AT—AT | CH—CH | UK—UK  | US—US  |
| Top-10-Alben        | DE1DE | AT3AT | CH1CH | UK4UK  | US3US  |
| Alben in den Charts | DE3DE | AT4AT | CH1CH | UK18UK | US35US |

|                       | DE    | AT    | CH    | UK     | US     |
| --------------------- | ----- | ----- | ----- | ------ | ------ |
| Nummer-eins-Singles   | DE—DE | AT—AT | CH—CH | UK—UK  | US2US  |
| Top-10-Singles        | DE1DE | AT1AT | CH1CH | UK4UK  | US12US |
| Singles in den Charts | DE4DE | AT1AT | CH2CH | UK17UK | US56US |

### Auszeichnungen für Musikverkäufe
| Goldene Schallplatte - Australien - 1982: für das Album Heartbreaker - 1982: für das Album 20 Greatest Hits - 2011: für das Album Dionne Warwick Sings the Bacharach & David Songbook - Kanada - 1986: für das Album Friends - Niederlande - 1983: für das Album Heartbreaker | Platin-Schallplatte - Kanada - 1986: für die Single That’s What Friends Are For - Niederlande - 1994: für das Album Christmas in Vienna II |

Anmerkung: Auszeichnungen in Ländern aus den Charttabellen bzw. Chartboxen sind in ebendiesen zu finden.
| Land/RegionAuszeichnungen für Musikverkäufe (Land/Region, Auszeichnungen, Verkäufe, Quellen) | Silber     | Gold       | Platin     | Verkäufe  | Quellen         |
| -------------------------------------------------------------------------------------------- | ---------- | ---------- | ---------- | --------- | --------------- |
| Australien (ARIA)                                                                            | —          | 3× Gold3   | —          | 75.000    | aria.com.au     |
| Kanada (MC)                                                                                  | —          | Gold1      | Platin1    | 150.000   | musiccanada.com |
| Niederlande (NVPI)                                                                           | —          | Gold1      | Platin1    | 150.000   | nvpi.nl         |
| Vereinigte Staaten (RIAA)                                                                    | —          | 10× Gold10 | 2× Platin2 | 8.500.000 | riaa.com        |
| Vereinigtes Königreich (BPI)                                                                 | 9× Silber9 | 2× Gold2   | 2× Platin2 | 2.000.000 | bpi.co.uk       |
| Insgesamt                                                                                    | 9× Silber9 | 17× Gold17 | 6× Platin6 |           |                 |